# Préfecture de Fomboni
La préfecture de Fomboni est une préfecture des Comores, sur l'île de Mohéli. Elle se compose de trois communes : Fomboni, Moimbassa et Moili Mdjini.